# Алгоритм соединения слиянием сортированных списков
Алгоритм соединения слиянием сортированных списков (merge join, sort merge join, sort-merge join) — разновидность алгоритма соединения.
Алгоритм получает на вход две таблицы и условие соединения. Результатом его работы является таблица с результатами соединения.
Входные таблицы должны быть отсортированы по столбцам, участвующим в условии соединения. Соединение осуществляется за одно сканирование (проход по) каждой из входных таблиц. То есть одна и та же строка считывается только один раз, что даёт преимущество перед соединением вложенными циклами.
Простой пример на псевдокоде:
```
 //нужно соединить Таблицу 1 и Таблицу 2  
 //по условию: Таблица1.Колонка1 = Таблица2.Колонка2
 //Для упрощения примера будем считать, что значения в Колонке2 уникальны

 Таблица1.Сортировать(Колонка1);
 Таблица2.Сортировать(Колонка2);
 Таблица1.ВстатьНаПервуюЗапись;
 Таблица2.ВстатьНаПервуюЗапись;
 Пока Таблица1.НеПоследняяЗапись и Таблица2.НеПоследняяЗапись
 {
     Если Таблица1.Колонка1 < Таблица2.Колонка2
     {
         Таблица1.ПерейтиКСледующейЗаписи;
     }  
     Иначе Если Таблица1.Колонка1 = Таблица2.Колонка2
     {
         Вывести (Таблица1.ТекущаяЗапись, Таблица2.ТекущаяЗапись);
         Таблица1.ПерейтиКСледующейЗаписи;
         Таблица2.ПерейтиКСледующейЗаписи;
     }
     Иначе Если Таблица1.Колонка1 > Таблица2.Колонка2
     {
         Таблица2.ПерейтиКСледующейЗаписи;
     }			
 }

```

## Преимущества
- Соединение слиянием эффективнее, чем алгоритм соединения вложенными циклами, при условии, что списки изначально были отсортированы. В принципе, накладные расходы на сортировку могут быть распределены между несколькими операциями соединения.
- Соединение слиянием в отличие от соединения с использованием хеширования может использоваться при больших размерах соединяемых таблиц.

## Недостатки
- Главным недостатком алгоритма является необходимость в предварительной сортировке списков. Накладные расходы на сортировку могут быть неприемлемо высокими.
- При реализации в СУБД, соединение слиянием требует больше памяти и менее гибко, чем алгоритм соединения вложенными циклами. В связи с этим на практике рекомендуют избегать этого вида соединения. Во многих СУБД соединение слиянием по умолчанию не используется оптимизатором запросов и должно быть включено явно.
- Соединение слиянием, как и алгоритм соединения хешированием, требует в условиях наличия не менее одного условия равенства.